# Lorsch

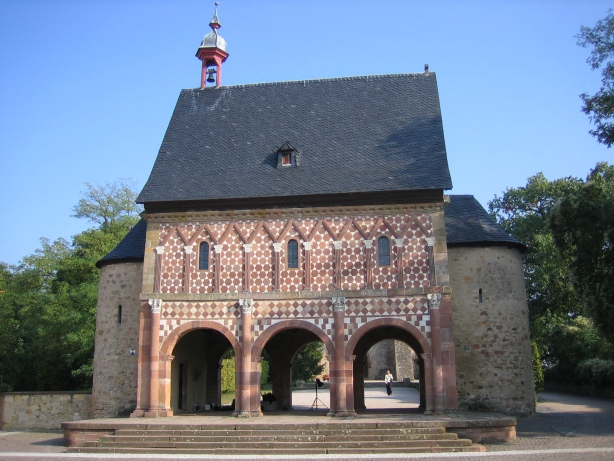
La Königshalle de l'abadia de Lorsch

Lorsch és una petita ciutat del sud-oest d'Alemanya situada al districte de Bergstraße, dins el land de Hessen, a 60 km al sud de Frankfurt. El 2015 tenia 13.715 habitants. Es troba vora el riu Weschnitz, tributari del Rin.
És famosa per la seva cèlebre abadia benedictina, panteó dels reis carolingis i un dels grans centres de l'art preromànic. En destaca el Codex Aureus Laurensius, un evangeli miniat de l'època de Carlemany, escrit entre els anys 778 i 820, que va ser trobat per primer cop a l'abadia i que actualment es conserva fragmentàriament a la Biblioteca Vaticana, al Victoria and Albert Museum de Londres i a la Biblioteca Battyaneum d'Alba Iulia. L'abadia de Lorsch fou declarada Patrimoni de la Humanitat per la UNESCO el 1991.